# Epirus (periferie)
Epirus (Grieks: Ήπειρος, Ipiros) is een van de dertien periferieën (regio's) van Griekenland. Het beslaat het noordwestelijke deel van het Griekse vasteland en is het bergachtigste gebied van Griekenland. In 2001 telde de regio 353.820 inwoners.
Het historische Epirus omvat een groter gebied, dat zich tot een heel eind voorbij de Albanese grens uitstrekt. Het Albanese gedeelte wordt door Grieken wel als Noord-Epirus aangeduid.

## Geografie

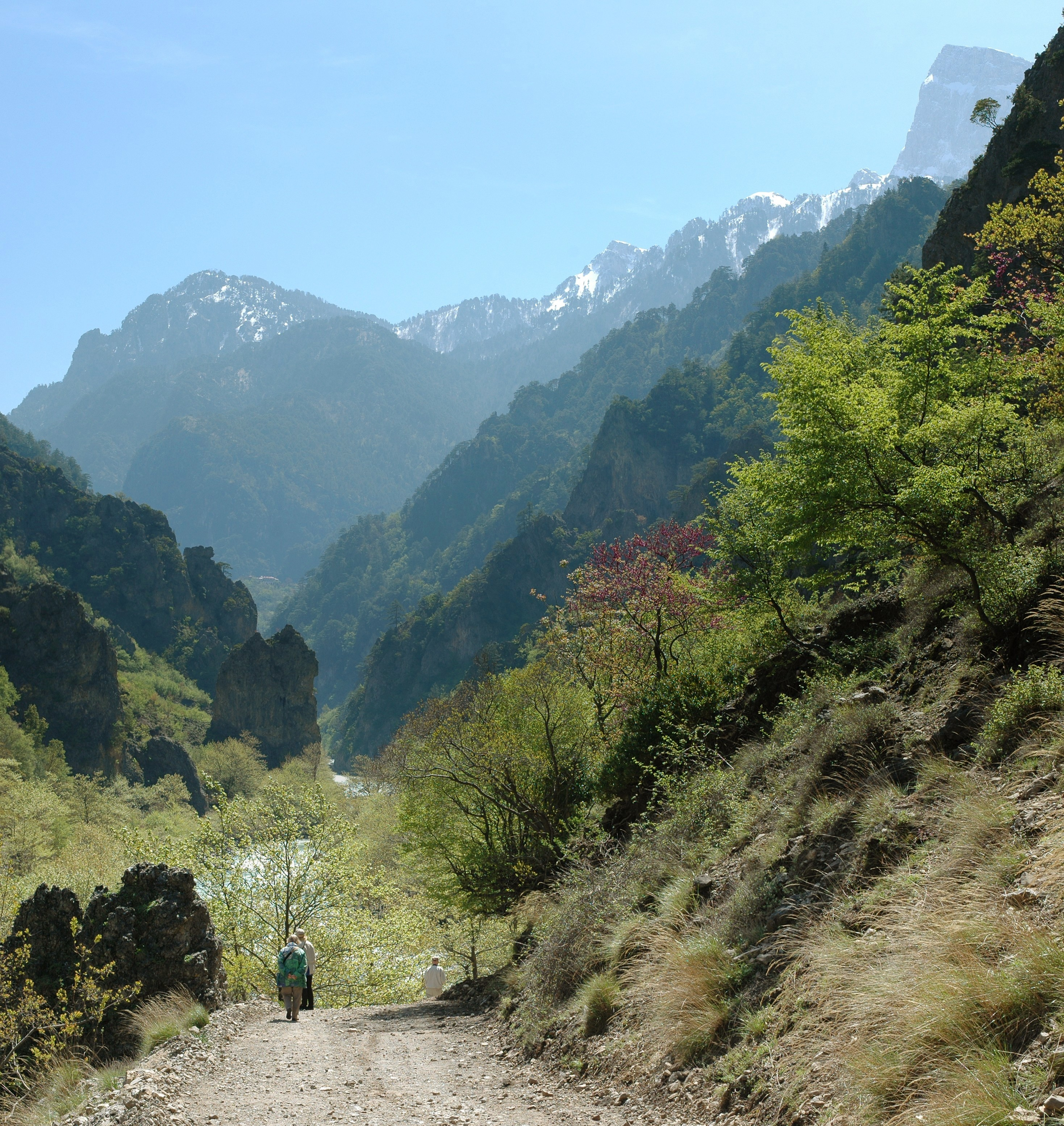
Landschap in het Nationaal park Noord-Pindos.

In het westen grenst Epirus aan de Ionische Zee, in het noorden aan Albanië, in het oosten aan de regio's Thessalië en West-Macedonië en in het zuiden aan de regio West-Griekenland.
Het Pindosgebergte, de "ruggengraat van Griekenland", vormt de grens met Thessalië. De belangrijkste rivieren van Epirus, de Acheloos en de Arachthos, ontspringen in dit gebergte, evenals de Vjosë (Grieks: Aoös), die via Albanië naar de Adriatische Zee loopt. Alle andere rivieren van Epirus wateren af op de Ionische Zee.

### Beschermde natuurgebieden
In het Pindosgebergte in het noordoosten van Epirus ligt Nationaal park Noord-Pindos, dat is ontstaan uit twee nationale parken: nationaal park Vikos-Aoos, sinds 1973 beschermd natuurgebied; en het Nationaal Park Pindos, sinds 1966 beschermd natuurgebied. Het hoogste punt van Epirus, Smolikas (2637 m), ligt in Nationaal park Noord-Pindos. De Vikoskloof is 1000 meter diep en wordt in het Guinness Book of Records als diepste dal ter wereld beschouwd. In nationaal park Noord-Pindos leven onder andere 50 zeldzame bruine beren.

## Bestuurlijke indeling

Epirus en zijn gemeenten. De gele gemeenten behoren tot Thesprotia, de roze tot Ioannina, de paarse tot Preveza en de groene tot Arta

Epirus bestaat uit vier regionale eenheden (perifereiaki enotita): Thesprotia (Θεσπρωτία), Ioannina (Ιωάννινα), Preveza (Πρέβεζα) en Arta (Άρτα). Deze hadden voor 2011 de status van departementen (nomi), maar hebben thans geen eigen bestuur meer.
In Epirus liggen achttien van de 325 Griekse gemeenten.

## Economie
Volgens opgaven van Eurostat was Epirus voor de uitbreiding van de Europese Unie in 2004 de armste regio van Europa. Het Bruto Nationaal Product per persoon was slechts 42% van het EU-gemiddelde.
In Epirus vergrijzen de bergdorpen, omdat jongeren naar de vlakke kustzone trekken. Steeds minder jongeren willen het harde beroep van veehouder uitoefenen.
Gedurende laatste jaren wordt het ecotoerisme gestimuleerd in de hoop meer toekomstperspectief te bieden voor diegenen die nog niet naar de stad getrokken zijn.